# سیارک ۲۹۶۷۲
سیارک ۲۹۶۷۲ (به انگلیسی: 29672 Salvo، نامگذاری:1998XG9) بیست و نه هزار و ششصد و هفتاد و دومین سیارک کشف شده‌است که در ۱۲ دسامبر ۱۹۹۸ کشف شد.